# Nötskär
Nötskär med Västerskär, Äspen, Rödskär, Örarna och Rödskärs ören är en ö i Åland (Finland). Den ligger i Skärgårdshavet och i kommunen Brändö i landskapet Åland, i den sydvästra delen av landet. Ön ligger omkring 70 kilometer nordöst om Mariehamn och omkring 230 kilometer väster om Helsingfors.
Öns area är 66,1 hektar och dess största längd är 2,4 kilometer i öst-västlig riktning.

## Sammansmälta delöar
- Nötskär 60°31′08″N 20°53′23″Ö / 60.51889°N 20.88966°Ö
- Västerskär 60°31′24″N 20°52′34″Ö / 60.52321°N 20.87602°Ö
- Äspen 60°31′07″N 20°54′31″Ö / 60.51856°N 20.9087°Ö
- Rödskär 60°31′07″N 20°54′01″Ö / 60.51856°N 20.90031°Ö
- Örarna 60°31′13″N 20°53′02″Ö / 60.52032°N 20.88379°Ö
- Rödskärs ören 60°31′13″N 20°54′10″Ö / 60.52039°N 20.9028°Ö

## Klimat
Klimatet i området är tempererat. Årsmedeltemperaturen i trakten är 6 °C. Den varmaste månaden är augusti, då medeltemperaturen är 17 °C, och den kallaste är februari, med −2 °C.